# Leo muss zum Friseur
Leo muss zum Friseur (italienischer Titel: Leo va dal barbiere) ist ein kooperatives Kinderspiel des italienischen Spieleautors Leo Colovini. Das Spiel für zwei bis fünf Spieler ab sechs Jahren dauert etwa 30 Minuten pro Runde. Es ist im Jahr 2016 bei dem italienischen Verlag dV Giochi sowie auf Deutsch bei Abacusspiele erschienen. Im selben Jahr gewann das Spiel den Deutschen Kinderspiele Preis und wurde für das Kinderspiel des Jahres nominiert. Es erschien 2016 auch auf Polnisch und Chinesisch.

## Thema und Ausstattung
Bei dem Spiel geht es darum, dass alle Mitspieler gemeinsam dafür sorgen müssen, dass der Löwe Leo rechtzeitig vor dem Ende des Tages zum Friseur kommt, um sich die wachsende Mähne stutzen zu lassen. Es verbindet dabei Elemente eines Laufspiels mit einem Gedächtnisspiel.
Das Spielmaterial besteht neben einer Spieleanleitung aus:
- 30 Wegplättchen, deren Rückseiten fünf verschiedene Dschungellandschaften (Wald, Lichtung, Palmengruppe, Felsen, See) zeigen und auf deren Vorderseite Wegweiser und verschiedene Dschungeltiere abgebildet sind
- 20 Bewegungskarten mit den Werten eins bis vier und in den Farben Blau, Gelb, Rosa, Rot und Violett; auf der Rückseite befindet sich eine Löwentatze
- einer Holzfigur mit dem Bild von Leo
- einem Startplättchen mit der Abbildung von Leos Bett
- einem Zielplättchen mit der von Bobos Friseurstuhl
- fünf Puzzleteilen – davon eines mit dem Gesicht von Leo und vier mit Teilen der wachsenden Mähne
- einem Wecker mit beweglichem Zeiger

## Spielweise
Vor dem Spiel wird aus den 30 Wegplättchen der Weg von Leos Bett bis zum Friseurstuhl aufgebaut, indem diese verdeckt ausgelegt werden. Das Löwengesicht wird ohne Mähnenteile bereitgelegt, danach wird der Zeiger auf dem Wecker auf 8 Uhr gestellt. Die Bewegungskarten werden gemischt und an die Spieler verteilt, danach wird der Startspieler bestimmt.
Das Spiel ist kooperativ und die Spieler können sich in den Spielrunden beraten. Ihr Ziel ist es, möglichst rasch und ohne größere Zeitverluste innerhalb von 12 Stunden zum Friseur zu kommen. Der jeweils am Zug befindliche Spieler spielt eine seiner Bewegungskarten aus und zieht mit der Löwenfigur die entsprechende Anzahl Figuren auf den Wegeplättchen. Das Plättchen, auf dem er stehenbleibt, wird umgedreht. Handelt es sich um einen Wegweiser, passiert nichts und der nächste Spieler ist an der Reihe. Zeigt das Wegeplättchen ein Tier in der Farbe, in der auch die Bewegungskarte war, passiert ebenfalls nichts. Zeigt das Plättchen allerdings ein Tier in einer anderen Farbe als der gespielten, verliert Leo Zeit entsprechend der aufgedruckten Zahl und kann erst weiterziehen, nachdem dieser Zeitverlust auf dem Wecker eingestellt worden ist. Die Spieler spielen entsprechend reihum ihre Karten aus und der Löwe rückt entsprechend vorwärts, wobei die umgedrehten Wegeteile offen liegen bleiben.
Schafft es das Team nicht, die Leo-Figur bis zum Friseurstuhl zu bekommen, bevor der Zeiger auf dem Wecker wieder auf der 8 steht, schließt der Friseurladen und Leo muss zurück auf das Startfeld. Die umgedrehten Wegekarten werden wieder umgedreht und das Löwengesicht wird um ein Mähnenteil erweitert. Die Karten werden eingesammelt, gemischt und neu verteilt. Danach wird der nächste Spieler der neue Startspieler und die Spieler versuchen erneut, innerhalb von 12 Stunden über den Weg zum Friseur zu kommen. Dabei kennen sie jedoch nun bereits einige Teile und können sich entsprechend beim Ausspielen der Karten besser abstimmen.
Das Spiel endet, wenn Leo es schafft, in einer der Runden innerhalb der 12 Stunden den Friseurstuhl zu erreichen, bevor es keine Mähnenteile mehr gibt. Schafft er es auch in der fünften Runde mit voller Mähne nicht, pünktlich beim Friseur anzukommen, haben die Spieler verloren.

### Regelvarianten
Um das Spiel einfacher oder schwerer zu machen, werden in der Spielregel entsprechende Varianten vorgeschlagen. Für ein einfacheres Spiel können die Karten der Spieler offen ausgelegt werden und die Spieler beraten darüber, welche Karten gespielt werden sollen. Für ein schwereres Spiel wird die Kommunikation so lang unterbunden, bis die Spieler auf einen Papagei treffen, erst danach dürfen sie sich beraten. Eine weitere Regelvariante besteht darin, dass die Figur auf jeden Fall vor dem Betreten des Friseursalons auf der letzten Karte stehenbleiben und diese umdrehen muss.

## Rezeption und Erweiterungen
Das Spiel wurde von dem italienischen Spieleautor Leo Colovini als Leo va dal barbiere entwickelt und ist im Jahr 2016 bei dem italienischen Verlag dV Giochi sowie auf Deutsch und Englisch bei Abacusspiele unter dem Namen Leo muss zum Friseur erschienen. Im gleichen Jahr gewann das Spiel den Deutschen Kinderspiele Preis und wurde für das Kinderspiel des Jahres nominiert. Zudem wurde es beim österreichischen Spielepreis Spiel der Spiele 2016 als Spiele Hit für Kinder ausgezeichnet.
Laut der Jury zum Kinderspiel des Jahres ist Leo muss zum Friseur „ein spannendes Lauf- und Merkspiel, bei dem schlaue Löwenflüsterer stets den Überblick behalten müssen, um gemeinsam zu gewinnen.“
Für das Spiel sind 2016 zudem zwei Mini-Erweiterungen erschienen, die jeweils aus einer Karte bestehen. Der zum Event „Stadt Land Spielt 2016“ erschienene Pinsel gibt einem Mitspieler die Möglichkeit, vor dem Ausspieler einer Karte deren Farbe zu ändern und Der Spiegel ermöglicht es einem Mitspieler einmal im Spiel, sich neben der Zielwegkarte auch eine der benachbarten Karten anzusehen und zu wählen, auf welcher er Leo platzieren möchte.

## Belege
1. ↑  Leo, Versionen bei BoardGameGeek. Abgerufen am 7. Februar 2017.
2. 1 2 3 4 5 6  Spieleanleitung Leo muss zum Friseur bei brettspiele-report.de; abgerufen am 17. Februar 2017
3. 1 2  Leo muss zum Friseur auf der Website des Spiel des Jahres e.V.; abgerufen am 17. Februar 2017
4. ↑  Leo muss zum Friseur - Mini-Erweiterung: Der Pinsel auf superfred.de; abgerufen am 17. Februar 2017
5. ↑  Leo: The Brush auf BoardGameGeek; abgerufen am 17. Februar 2017
6. ↑  Leo: The Mirror auf BoardGameGeek; abgerufen am 17. Februar 2017